# Batterie de la Freta
La batterie de la Freta culmine à 415 m d'altitude à proximité du fort du Mont-Verdun. Couplée avec batteries de Narcel, des Carrières, et du Mont Thou, elle faisait partie de la deuxième ceinture de Lyon et plus globalement du système Séré de Rivières.

## Histoire

### Construction
La batterie est construite en 1878 à proximité du fort du Mont-Verdun.

## Utilisation contemporaine
La batterie est abandonnée et se désagrège lentement. Il reste quatre casemates. Certaines bornes de servitude militaire sont encore visibles dans le périmètre de la batterie.

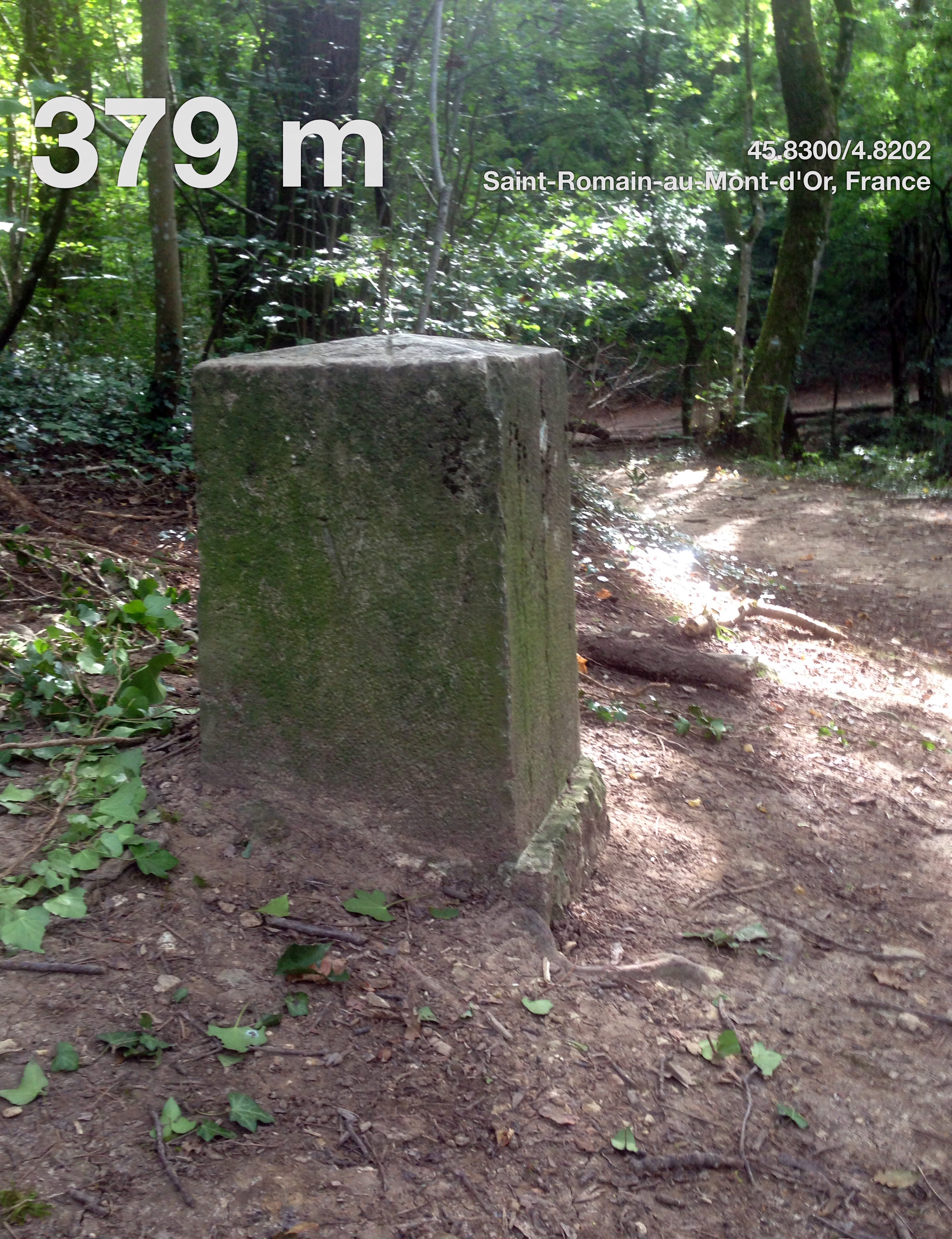
Borne de servitude militaire n°V